# Take.2 We Are Here
Take.2 We Are Here è l'ultima parte del secondo album in studio del gruppo musicale sudcoreano Monsta X. Pubblicato il 18 febbraio 2019 da Starship Entertainment, contiene dieci tracce, incluso il singolo "Alligator".

## Tracce
1. Intro: We Are Here – 1:12 (musica: STEREO14)
2. Alligator – 3:12 (testo: 서지음, Joohoney, I.M – musica: Kevin Charge, Andreas Öberg, Drew Ryan Scott, STEREO14, Daniel Kim)
3. 악몽 (Ghost) – 3:28 (testo: 이스란, Joohoney, I.M – musica: Daniel Kim, Cage)
4. Play It Cool (con Steve Aoki) – 3:06 (testo: 서지음, I.M – musica: Steve Aoki, Corey Sanders, Coffee Clarence Jr., Sylvester Willy Silverstein, David Morup)
5. No Reason – 3:24 (testo: Wonho, Brother Su, Joohoney, I.M – musica: Wonho, Brother Su, An Seong-hyeon, Shin Ki-hyun)
6. Give Me Dat – 3:25 (testo: 정윤 (153/Joombas), Joohoney, I.M – musica: JJ Evans (153/Joombas), Jeff Lewis, Sebastian Berglund)
7. 난기류 (Turbulence) – 3:21 (testo: JQ, 신새롬, 솔희(makeumineworks), Joohoney, I.M – musica: Daniel Kim, STEREO14, Ti)
8. Rodeo – 3:43 (testo: JQ, Mola, TOMBOY, 감은유(makeumineworks), Joohoney, I.M – musica: Hanif Hitmanic Sabzevari, Christian Dropfill Berglund, Andy Love, Daniel Kim)
9. Stealer – 3:28 (testo: 서지음, 이스란, Joohoney, I.M – musica: Hanif Hitmanic Sabzevari, Dennis Deko Kordnejad, Daniel Kim, STEREO14, Brother Su, Ryan S. Jhun)
10. Party Time – 3:10 (testo: Brother Su, Joohoney, I.M – musica: Caesar & Loui, Brother Su)

Durata totale: 31:29

## Classifiche

### Classifiche settimanali
| Classifica (2019) | Posizione massima |
| ----------------- | ----------------- |
| Corea del Sud     | 1                 |

### Classifiche di fine anno
| Classifica (2019) | Posizione |
| ----------------- | --------- |
| Corea del Sud     | 22        |